# 波波沃
波波沃（波兰语：Popowo）是波兰中北部库亚维-波美拉尼亚省利普诺县的一个村。
波兰前总统莱赫·瓦文萨在此出生。